# Nino Burdzjanadze
Nino Anzoris asuli Burdzjanadze (georgiska: ნინო ანზორის ასული ბურჯანაძე, IPA: [ninɔ burdʒɑnɑdzɛ]), född 16 juli 1964 i Kutaisi, Georgiska SSR, Sovjetunionen (nuvarande pronvinsen (mcharen) Imeretien, Georgien), är en georgisk jurist och politiker. 
Hon var talman i det georgiska parlamentet från år 2001 till 2008. Hon var interimspresident i Georgien från det att Eduard Sjevardnadze avgick den 23 november 2003 i samband med Rosenrevolutionen till 25 januari 2004 då den nyvalde Micheil Saakasjvili svors in som president. Också inför presidentvalet i januari 2008 då Saakasjvili återvaldes var hon tillförordnad president under valkampanjen.
Den 7 juni 2008 gick Burdzjanadzes ämbetsperiod som talman för parlamentet ut, och hon efterträddes av Davit Bakradze. 
 Den 24 november 2008 startade hon tillsammans med flera andra georgiska politiker, som Vachtang Qolbaia, ett nytt politiskt parti, Demokratiska Rörelsen - Förenade Georgien som gick in i opposition mot president Micheil Saakasjvili.